# Einar Englund
Einar Sven Englund, född 17 juni 1916 i Ljugarn, Gotland, död 27 juni 1999 i Visby (folkbokförd i Finland vid dödsfallet), var en finländsk tonsättare.

## Biografi
Einar Englunds mor var svensk och fadern finländare. Strax efter födelsen flyttade familjen till Finland, först till Uleåborg och därefter till Helsingfors. Englund studerade piano vid Helsingfors musikinstitut under ledning av Ernst Linko och Martti Paavola, harmonilära för Leo Funtek och komposition för Selim Palmgren och Sune Carlsson. Han kompletterade även sina studier i USA under ledning av Aaron Copland. 
Som tonsättare tog Englund intryck av bland andra Igor Stravinsky, Béla Bartók och Dmitrij Sjostakovitj. Englund verkade som lektor vid Sibelius-Akademin åren 1957–1981. Professorstitel erhöll han år 1976.
Einar Englund anses kanske främst vara en orkesterkompositör men hans genombrottsverk var hans pianokvintett som han komponerade 1941. Han vann stor popularitet under 1940-talet med sin första symfoni, även kallad Krigssymfonin (1946). Själv ute vid fronten under både vinter- och fortsättningskriget gav han röst till en generation som överlevt kriget och förlorat alla illusioner. Den andra symfonin, även kallad Koltrasten, komponerade han året därpå, 1947. Hans orkesteruvertyr Epinikia vann första pris i de finländska storspelen år 1947 och förlänades ett hedersomnämnande i kompositionstävlingen med anledning av olympiaden i London år 1948.
Karakteristiska drag i Englund verk är bland annat en dansant rytmik och rätt sträva harmonier, som i hög grad hjälpte det finländska musiklivet under 1940-talet att komma ur de rådande nationalromantiska tendenserna.
Englund hade under 1960-talet ett avbrott som symfoniker i protest mot tolvtonsteknikens dominans och de tidstypiskt ultramoderna och konstgjorda "barnkammarkonserterna". Han fortsatte dock att komponera kammarmusik under sin tystnad som symfoniker. Han var också verksam bland annat som musikkritiker vid Hufvudstadsbladet 1957–1976.
På 1970- och 1980-talet trädde han återigen in på arenan med flera symfonier och konserter för soloinstrument, börjande med tredje symfonin 1971. Sjätte symfonin för kör och orkester komponerade han år 1986 till aforismer av Herakleitos i översättningar av Pentti Saarikoski. Englund komponerade sammanlagt sju symfonier, varav den sista uruppfördes år 1988.
Till de senare verken hör också till exempel konserten för tolv celli från 1981. Förutom dessa verk komponerade Englund också bland annat två pianokonserter samt konserter för cello, violin, flöjt och klarinett.
Englund komponerade även musiken till filmen Den vita renen (Valkoinen Peura) år 1952, regisserad av Erik Blomberg. Englund belönades med en Jussistatyett för sitt arbete och filmen vann även samma år pris vid filmfestivalen i Cannes. År 1961 tilldelades Englund medaljen Pro Finlandia. År 2002 vann hans skivinspelning Kinesiska muren första pris vid festivalen Cannes Classical Awards.
Englund deltog i vinterkriget och fortsättningskriget och har i sina memoarer (I skuggan av Sibelius, 1997) betonade de traumatiserande krigsupplevelsernas inflytande på hans kompositionsstil. Han rörde sig modigt över sin tids cementerade genregränser, och var en ofta anlitad filmkompositör och även skicklig jazzmusiker. 

### Familj
Einar Englund var bror till Kaj och Dag Englund.
Englund var gift med Meri Mirjam Gyllenbögel från 1941 fram till hennes död 1956, och de fick tillsammans tre barn, däribland sångaren och dansaren Sorella Englund(en) född 1945 och skådespelaren och sångerskan Irina Milan(fi) född 1947. År 1958 gifte han sig med sångerskan Maynie Sirén (1924–2003), och de fick tillsammans ett barn.
Englund är gravsatt i Visby norra kyrkogårds minneslund.

## Verk

### Orkesterverk

#### Symfonier
- Symfoni nr 1 Krigssymfonin (1946)
- Symfoni nr 2 Koltrasten (1947)
- Symfoni nr 3 Barbarossa (1971)
- Symfoni nr 4 Nostalgiska för stråkar och slagverk (1976)
- Symfoni nr 5 Sinfonia fennica (1977)
- Symfoni nr 6 Aforismer för kör och orkester (1984)
- Symfoni nr 7 (1988)

#### Konserter
- Cellokonsert (1954)
- Pianokonsert nr 1 (1955)
- Pianokonsert nr 2 (1974)
- Violinkonsert (1981)
- Flöjtkonsert (1985)
- Klarinettkonsert (1991)

#### Övrig orkestermusik
- Epinikia, orkesteruvertyr (1947)
- Valse Uralia, konsertvals till Anton Tjechovs skådespel Körsbärsträdgården (1951)
- Fyra dansimpressioner, svit från baletten Sinuhe (1954)
- Valkoinen peura (Den vita renen), konsertsvit (1954)
- Svit från baletten Odysseus (1959)
- Sinuhe, arrangemang för orkester (1965)
- Serenad för stråkar (1983)
- Festfanfar 1917 (1986)
- Lahtis-fanfaren (1986)
- Odéion, festivaluvertyr (1987)
- Ciacona – Hommage à Sibelius (1990)

### Kammarmusik
- Kvintett för piano och stråkar (1941)
- Introduzione e capriccio för violin och piano (1970)
- Divertimento Upsaliensis för kammarensemble (1978)
- Sonat för violin och piano (1979)
- Konsert för 12 celli (1980–1981)
- De profundis, bleckblåsensemble (1980)
- Cellosonat (1982)
- Pianotrio (1982)
- Pavane för violin och piano (1983)
- Stråkkvartett (1985)
- Opening Brass för 15 brassinstrument (1988)
- Vivat academia, fanfar för brassorkester (1989)
- Blåskvintett (1989)

### Musik för soloinstrument
- Humoresque för piano (1935)
- Introduzione e Toccata för piano (1950)
- Preludium för piano (1955)
- Sonatin nr 1 för piano (1966)
- Notturno (Prelude) för, piano (1967)
- Passacaglia för orgel (1971)
- Marcia funerale för orgel (1976)
- Panorama för trombon (1976)
- Pianosonat nr 1 (1978)
- Serenata elegiaco för violin (1979)
- Pavane e Toccata för piano (1983)
- Sonatin nr 2 Parisiskan för piano (1984)
- Preludium & Fughetta för piano (1986)
- Svit för solocello Viimeinen saari (1986)
- Intermezzo för oboe (1987)

### Körverk
- Chaconne för blandad kör (1969)
- Hymnus Sepulcralis för blandad kör (1975)
- Med herrarna i hagen för damkör (1977)
- Rukkaset för damkör (1977)
- Valvokaa för blandad kör (1980)
- Merkkituli för manskör (1983)
- Kanteletar-sviten för damkör (1984)

### Baletter
- Sinuhe (1954)
- Odysseus (1959)

### Scenmusik
- Kinesiska muren, orkestersvit till Max Frischs skådespel (1949)

### Filmmusik
- Omena putoaa (1952)
- Valkoinen peura (1952)
- Kaikkien naisten monni (1952)
- …ja Helena soittaa (1952)
- Yhden yön hinta (1952)
- Kultaa ja kunniaa (1953)
- Näkemiin Helena (1954)
- Muistojen kisakesä 1952 (1954)
- Rakkaus kahleissa (1959)
- Ratkaisun päivät (1956)
- Jokin ihmisessä (1956)
- The Stranger (1957)
- No Tomorrow (1957)
- Verta käsissämme (1958)
- Asessorin naishuolet (1958)
- Äidittömät (1958)
- Pojat (1962)
- Preludes to Ecstasy (1962)
- Ett fat amontillado (1963)

## Utmärkelser
- Pro Finlandia-medaljen av Finlands Lejons orden,  6 december 1961[5]
- Frihetsmedaljens 1. klass[6]
- Riddartecknet av I klass av Finlands Vita Ros’ orden[6]
- Frihetsmedaljens 2. klass[6]

[Redigera Wikidata]